# Wao
Wao é um município de  segunda classe de renda municipal (d) na província Lanao do Sul, nas Filipinas. De acordo com o censo de 1 de maio  de  2020 possui uma população de 50 366 pessoas e 9 720 domicílios.